# Villepreux-Power Patera
La Villepreux-Power Patera è una struttura geologica della superficie di Venere.